# Fußball bei den Island Games
Fußball gehört bei den Island Games zu den Sportarten, die seit 1989 ständig im Programm der Spiele sind. Allerdings gab es bereits 1985 ein Fußballturnier von U-16 Teams mit jeweils nur fünf Feldspielern. Potenzielle Teilnehmer sind die Fußballauswahlmannschaften bzw. -nationalmannschaften von derzeit 27 teilweise autonomen oder abhängigen bzw. zu Staaten gehörenden Inseln weltweit. Seit 2001 findet auch ein Turnier im Frauenfußball statt.

## Die Turniere der Männer im Überblick
| Jahr         | Gastgeber      | Finale                          | Finale                          | Finale                          | Spiel um Bronze                 | Spiel um Bronze                 | Spiel um Bronze                 |
| Jahr         | Gastgeber      | Gold                            | Ergebnis                        | Silber                          | Bronze                          | Ergebnis                        | 4. Platz                        |
| ------------ | -------------- | ------------------------------- | ------------------------------- | ------------------------------- | ------------------------------- | ------------------------------- | ------------------------------- |
| 1985 Details | Isle of Man    | Frøya                           | Ligasystem                      | Anglesey                        | Orkney                          | Ligasystem                      | Guernsey                        |
| 1987         | Guernsey       | kein Fußballturnier ausgetragen | kein Fußballturnier ausgetragen | kein Fußballturnier ausgetragen | kein Fußballturnier ausgetragen | kein Fußballturnier ausgetragen | kein Fußballturnier ausgetragen |
| 1989 Details | Färöer         | Färöer                          | Ligasystem                      | Anglesey                        | Åland                           | Ligasystem                      | Grönland                        |
| 1991 Details | Åland          | Färöer                          | 2:0                             | Anglesey                        | Jersey                          | 2:0                             | Åland                           |
| 1993 Details | Isle of Wight  | Jersey                          | 5:1                             | Isle of Man                     | Åland                           | 2:1                             | Grönland                        |
| 1995 Details | Gibraltar      | Isle of Wight                   | 1:0                             | Gibraltar                       | Jersey                          | 6:3                             | Grönland                        |
| 1997 Details | Jersey         | Jersey                          | 1:0                             | Anglesey                        | Isle of Wight                   | 3:1                             | Guernsey                        |
| 1999 Details | Gotland        | Anglesey                        | 1:0                             | Isle of Man                     | Isle of Wight                   | 2:0                             | Jersey                          |
| 2001 Details | Isle of Man    | Guernsey                        | 0:0 n. V. 3:1 i. E.             | Anglesey                        | Jersey                          | 2:0                             | Isle of Wight                   |
| 2003 Details | Guernsey       | Guernsey                        | 3:1                             | Isle of Man                     | Jersey                          | 3:0                             | Isle of Wight                   |
| 2005 Details | Shetlandinseln | Shetland                        | 2:0                             | Guernsey                        | Äußere Hebriden                 | 4:0                             | Isle of Man                     |
| 2007 Details | Rhodos         | Gibraltar                       | 4:0                             | Rhodos                          | Äußere Hebriden                 | 1:0                             | Bermuda                         |
| 2009 Details | Åland          | Jersey                          | 2:1                             | Åland                           | Guernsey                        | 5:0                             | Isle of Man                     |
| 2011 Details | Isle of Wight  | Isle of Wight                   | 4:2                             | Guernsey                        | Jersey                          | 5:1                             | Åland                           |
| 2013 Details | Bermuda        | Bermuda                         | 1:0                             | Grönland                        | Falklandinseln                  | 6:0                             | Frøya                           |
| 2015 Details | Jersey         | Guernsey                        | 3:0                             | Isle of Man                     | Menorca                         | 1:0                             | Shetland                        |
| 2017 Details | Isle of Man    | Isle of Man                     | 6:0                             | Grönland                        | Guernsey                        | 1:0                             | Menorca                         |
| 2023 Details | Guernsey       | Jersey                          | 5:2                             | Anglesey                        | Isle of Wight                   | 2:1                             | Bermuda                         |
| 2025 Details | Orkney         |                                 |                                 |                                 |                                 |                                 |                                 |

### Medaillenspiegel
nach 16 Turnieren (inklusive 2023, ohne 1985)
| Rang | Land            | Goldmedaille | Silbermedaille | Bronzemedaille | Gesamt |
| ---- | --------------- | ------------ | -------------- | -------------- | ------ |
| 1    | Jersey          | 4            | 0              | 5              | 9      |
| 2    | Guernsey        | 3            | 2              | 2              | 7      |
| 3    | Isle of Wight   | 2            | 0              | 3              | 5      |
| 4    | Färöer          | 2            | 0              | 0              | 2      |
| 5    | Anglesey        | 1            | 5              | 0              | 6      |
|      | Isle of Man     | 1            | 4              | 0              | 5      |
| 7    | Gibraltar       | 1            | 1              | 0              | 2      |
| 8    | Bermuda         | 1            | 0              | 0              | 1      |
|      | Shetland        | 1            | 0              | 0              | 1      |
| 10   | Grönland        | 0            | 2              | 0              | 2      |
| 11   | Åland           | 0            | 1              | 2              | 3      |
| 11   | Rhodos          | 0            | 1              | 0              | 1      |
| 13   | Äußere Hebriden | 0            | 0              | 2              | 2      |
| 14   | Falklandinseln  | 0            | 0              | 1              | 1      |
|      | Menorca         | 0            | 0              | 1              | 1      |

## Die Turniere der Frauen im Überblick
| Jahr         | Gastgeber      | Finale  | Finale        | Finale               | Spiel um Bronze | Spiel um Bronze     | Spiel um Bronze |
| Jahr         | Gastgeber      | Gold    | Ergebnis      | Silber               | Bronze          | Ergebnis            | 4. Platz        |
| ------------ | -------------- | ------- | ------------- | -------------------- | --------------- | ------------------- | --------------- |
| 2001 Details | Isle of Man    | Färöer  | 5:4           | Åland                | Jersey          | 3:2                 | Isle of Man     |
| 2003 Details | Guernsey       | Färöer  | 5:2           | Gotland              | Jersey          | 3:2                 | Guernsey        |
| 2005 Details | Shetlandinseln | Färöer  | Ligasystem    | Åland                | Bermuda         | Ligasystem          | Isle of Man     |
| 2007 Details | Rhodos         | Åland   | 3:0           | Prince Edward Island | Bermuda         | 0:0 n. V. -:-i. E.  | Isle of Man     |
| 2009 Details | Åland          | Åland   | 2:0           | Gotland              | Isle of Man     | 3:1                 | Isle of Wight   |
| 2011 Details | Isle of Wight  | Åland   | 5:1           | Isle of Man          | Grönland        | 1:0                 | Äußere Hebriden |
| 2013 Details | Bermuda        | Bermuda | 0:0 5:4 i. E. | Grönland             | Hitra*          | nur drei Teilnehmer |                 |
| 2015 Details | Jersey         | Jersey  | 1:0           | Åland                | Gotland         | 2:0                 | Isle of Man     |
| 2017 Details | Gotland        | Gotland | 2:1           | Isle of Man          | Jersey          | 3:1                 | Isle of Wight   |
| 2023 Details | Guernsey       | Bermuda | 4:0           | Äußere Hebriden      | Isle of Man     | 3:1                 | Menorca         |

*Unterlegener Halbfinalist.

### Medaillenspiegel
nach 10 Turnieren (inkl. 2023)
| Rang | Land                 | Goldmedaille | Silbermedaille | Bronzemedaille | Gesamt |
| ---- | -------------------- | ------------ | -------------- | -------------- | ------ |
| 1    | Åland                | 3            | 3              | 0              | 6      |
| 2    | Färöer               | 3            | 0              | 0              | 3      |
| 3    | Bermuda              | 2            | 0              | 2              | 4      |
| 4    | Gotland              | 1            | 2              | 1              | 4      |
| 5    | Jersey               | 1            | 0              | 3              | 4      |
| 6    | Isle of Man          | 0            | 2              | 2              | 4      |
|      | Grönland             | 0            | 1              | 1              | 2      |
| 8    | Äußere Hebriden      | 0            | 1              | 0              | 1      |
|      | Prince Edward Island | 0            | 1              | 0              | 1      |
| 9    | Hitra                | 0            | 0              | 1              | 1      |